# Romundssjön
Romundssjön är en sjö i Bräcke kommun i Jämtland och ingår i Ljungans huvudavrinningsområde. Sjön har en area på 1,62 kvadratkilometer och ligger 394,9 meter över havet. Sjön avvattnas av vattendraget Gimån.

## Delavrinningsområde
Romundssjön ingår i det delavrinningsområde (695290-146780) som SMHI kallar för Utloppet av Romundssjön. Medelhöjden är 422 meter över havet och ytan är 12,73 kvadratkilometer. Räknas de 4 avrinningsområdena uppströms in blir den ackumulerade arean 18,77 kvadratkilometer. Gimån som avvattnar avrinningsområdet har biflödesordning 2, vilket innebär att vattnet flödar genom totalt 2 vattendrag innan det når havet efter 257 kilometer. Avrinningsområdet består mestadels av skog (68 procent) och sankmarker (16 procent). Avrinningsområdet har 1,79 kvadratkilometer vattenytor vilket ger det en sjöprocent på 14,1 procent.